# Прогресивна парализа
Прогресивна парализа, сушење мозга, прогресивно лудило, неуросифилис (лат. paralisis progresiva) је прогресивно обољење нервног система које се јавља у терцијарном стадијуму сифилиса, након 5 до 20 или више година од примарне заразе узрочником сифилиса, бактеријом трепонемом палидум, или јако ретко као конгенитална форма. Терцијарни сифилис се развија код 8-40% нелечених болесника и најчешће се испољава у облику неуросифилиса, који може бити асимптоматски или имати форму менингитиса, менинговаскуларног сифилиса са развојем можданог инфаркта, дорзалне усахнулости, прогресивне парализе или изоловане оптичке атрофије. Наведени облици неуросифилиса могу се јавити изоловано или, што је учесталије, комбиновано. У развијеном свету, прогресивна парализа је, у 21. веку, веома ретка болест, иако је последњих деценија забележен пораст броја оболелих. Разлог томе је што се због јако ретког јављања прогресивне парализе ређе мисли на њу, па изостаје дијагноза болести, терапија значајно касни или сасвим изостаје.
Развој болести карактерише се постепеним уништавањем или дегенерацијом неурона и других структура нервног систем, пре свега кичмене мождине и њених структура, које преносе сензорне информације. Дегенеративне промене нерава су присутне у централном нервном систему и леђним кореновима (задњим кореновима) кичмене мождине одговорним за пренос информација о положају тела, осећају додира (прорецептори), вибрацијама, процени додира. Клиничком сликом болести доминирају жаришна (фокална) неуролошка оштећења нервног система (кранијалних нерава са парезом или парализом мишића и поремећајем вида) удружена се цереброваскуларним променама (и могућим можданим ударом). У крајњој фази болест се манифестује појавам генерализоване парализе, психичких поремећајх (психозе, делиријум, деменција) и можданог удара, који најчешће претходи смрти болесника.

## Етиологија
Узрочник сифилиса је бледа спирохета (лат. treponema pallidum), бактерија веома осетљива на све утицаје спољне средине. Инфекција се остварује кроз ситне дефекте коже и слузокоже приликом сексуалног односа, и спада у сексуално пренопсиве болести. 
Прогресивна парализа је терцијарни облик сифилиса који се развија код 8-40% нелечених болесника примарно заражених бледом спирохетом. 
Таерцијерни сифилис настаје у нелеченом облику сифилиса због деструктивних промена (демијелинизације) мијелинског омотача нерава. Код нелечених случајева терцијерног сифилиса развија се клиничка слика прогресивне парализе или неуросифилиса. У овој фази сифилис није преносив. Међутим, данас ретко ко (изузев у јако неразвијеним земљама света) долази у ову фазу захваљујући успешној примени медикамената. Терцијарни сифилис најчешће се испољава у облику неуросифилиса, који може бити асимптоматски или имати форму менингитиса, менинговаскуларног сифилиса са развојем можданог инфаркта, дорзалне усахнулости, прогресивне парализе или изоловане оптичке атрофије. Наведени обници неуросифилиса могу се јавити изоловано или, што је учесталије, комбиновано. Описани су и случајеви у којима терцијарни сифилис, може да захватити и крвне судове, кости итд. 
Прогресивна парализа се јавља код око 3% до 10% болесника са нелечененим сифилисом, и то у периоду од 10-30 година после примарне инфекције, и обично повезане са падом имунитета у организму.
Иако је у развијеном свету (у 21. веку) прогресивна парализа, јако ретка болест, последњих деценија забележен је пораст броја оболелих. Rазлог томе је што се због јако ретког јављања прогресивне парализе ређе мисли на њу, и зато изостаје (или је несигурна) дијагноза болести, терапија значајно касни или сасвим изостаје.

## Епидемиологија
Морбидитет и дистрибуција
Увођење пеницилина смањило је инциденцију терцијарног сифилиса на мање од четири болесника на 100.000 становника, међутим, са појавом синдрома стечене имунодефицијенције (АИДС) број оболелих се поново повећава.
Према проценама из 1999 Светске здравствене организације проценила је да је у свету било око 12 милиона нових случајева сифилиса у одраслих особа. У САД, број случајева годишње, порастао је са мање од 10.000 у 1956. на више од 50.000 у 1990. Пораст инциденце у САД је највећи међу сиромашним становништвом, хетеросексуалцима, црнцима, и становницима у градовима Њујорка, Калифорније, и на југозападу САД. Данас, у групи болесника са неуросифилисом већину чине они са АИДС-ом јер је код њих ток болести фулминантнији, а симптоми резистентнији на терапију.
У последњој декади регистровано је педесетоструко увећање броја оболелих у источној Европи, док се у Сједињеним Америчким Државама сифилис појављује епидемично, у циклусима сваких 7 до 10 година.
У појединим деловима Африке, инциденца је већа од 2.300 случајева на 100.000 становника. У Нигерији, веома често болесници истовремено болују од сифилиса и АИДС-а и имају атипичне манифестације болести, са недекватним и спорим одговором на терапију, а умриру и знатно раније у односу на боленике описане у западној литератури, (што је углавном последица нижег нивоа здравља и здравствене просвећености).
Животна доб
Прогресивна парализа, представља хронични фронтотемпоропаријетални менингоенцефалитис, који може почети нагло епилептичким нападом или хемиплегијом или, што је знатно чешће, постепено са нарушавањем кортексних функција и развојем псеудонеурастеничних сметњи, деменцијом и психозом, након 1 до 20 година после примарног афекта, најчешће у четрдесетим или педесетим годинама живота, мада се изузетно ретко може јавити и као конгенитална форма код деце. 
Полне разлике
Од прогресивне парализе знатно чешће обољевају мушкарци него жене.

## Патофизиологија
Прогресивна парализа, по својим патофизиолошким промена је хронична фронто-темпоро-паријетална менингоенцефалопатија која се јавља 10-20 година након примарне инфекције сифилисом, најчешће у четрдесетим или педесетим годинама живота, мада се изузетно ретко болест може јавитии као конгенитална форма. 
У основи патофизиолошких поремећаја у прогресивној парализи су органски поремећаји, који почињу субакутном некротизирајућом атрофијом мождане коре - (лат. atrophia corticis rubra).
 Сматра се да до разарања нервног ткива долази реактивацијом болести у подручјима где су заостале трепонеме које није уништио имунски систем организма. 
Кора мозга се сужава а вијуге мозга шире, највише у фронтотемпоралном региону. Менинге (можданице) су задебљане, а менингеални и кортикалних крвни судови су периваскуларно инфилтрирани лимфоцитима и плазма ћелијама.
У мијелинским омотачима нервних ћелија настаје демијелинизација и изражена глиоза. Дегенерације неурона су разасуте и неправилне. Мождана кора и њен омотач су пребојене жуто-браонкастим наслагама хемосидеринског пигмента, који често окружује мала мождана крварења.

## Клиничка слика
Прогресивна парализа може почети нагло, епилептичким нападом или хемиплегијом или, што је знатно чешће, клиничка слика се постепено развија нарушавањем функција мождане коре и развојем псеудонеурастеничних сметњи, најшешће у форми психозе и деменције.
Клиничка слика прогресивне парализе састоји се од комбинације неуролошких и психијатријских симптома и знакова.
Како у основи клиничке слике болести лежи прогресивни фронтотемпорални менингоенцефалитис са последичним нарушеним кортексним функцијма, карактерише је: 
- поремећај личности, збуњеност, раздражљивост, депресија
- главобоља, поремећај вида-слепило,
- поремећај хода, кочење врата, општа слабост, утрулост у прстима ногу
- психотични симптоми са суманутим идејема, које могу бити доминантне,
- оштећење памћења (у почетку селективно а касније са генерализованом деменцијом)
- интелектуални дефицит, који је последица захваћености фронталног (чеоног) и темпоралног(потиљачног) режња и могу настати прилично рано.[21][22]

Неуролошким прегледом се региструју уске зенице са угашеном реакцијом на светлост (Аргил-Робертсонове зенице), што је такође типичан неуролошки знак неуросифилиса.
„За разлику од овога, у студији Хоосхманда. и сар. у којој је приказан 241 нови случај, већина болесника била је без симптома,док су остали имали атипичне синдроме. У истој серији свега 49% болесника имало је позитивне нетрепонемне тестове за сифилиса“
У медицинској литератури описују се четири различите форме неуросифилиса:
- Асимптоматски (најчешћи облик)
- Генерализована пареза
- Менинговаскуларни неуросифилис
- Усахнулост дорзална (лат. tabes dorsalis)

## Дијагностика
Терцијарни сифилис дуго времена може остати клинички потпуно асимптоматски, или имати форму менингитиса, менинговаскуларног сифилиса са развојем можданог инфаркта, табес дорзалиса, прогресивне парализе или изоловане оптичке атрофије, што може довести до значајног терапијског кашњења. С друге стране, адекватно и правовремено лечење може допринети значајаном опоравку код свих болесника. Зато у диференцијалној дијагностици код болесника са деменцијом или психотичним поремећајем обавезно треба мислити и на сифилис нервног система и применити комбинацију различитих тестова, којима се, уз типичан налаз у ликвору, поузданост дијагнозе значајно повећава. Овакав приступ захтева примену следећих дијагностичких процедура;
Историја болести
У историји болести код ових болесника постоје подаци о прележаном сифилису пре више година. У личној анамнези често је присутан и податак о промискуитетном сексуалном понашању и раније леченој коронарној болести.
Клиничка слика и физикални преглед
Клиничким неуролошким прегледом констатују се поремећаји у раду сензорних нерава, уске зенице без реакције на светлост, сливен, изразито дизартричан говор и позитивни дезинхибициони феномени. На горњим и доњим екстремитетима може се констатовати повишен мишићни тонус и хиперрефлексија, угашен пателарни рефлекс, брадикинезија, уз постурални тремор шака. Ход је код таквих болесника често успорен, атаксичан, могућ само уз придржавање. Постоји и инконтиненција мокрења и дефекације. 
Лабораторијска дијагностика
Узорци за дијагностику трепонема могу бити: брис површинских лезија, ликвор, ретко делови ткива, амнионска течност, и крв за серолошке претраге. Треба имати на уму да је трепонема јако осетљива бактерија на спољне утицаје, и зато се материјал узет из узорка треба претражити одмах.
У наведеним узорцима лабораторијском дијагностиком неуросифилиса се потврђује:
- Реактивни ВДРЛ тест у ликвору. Овај тест је високо специфичан, али није довољно сензитиван. Око 27% болесника са типичним симптомима неуросифилиса има негативан ВДРЛ, а позитиван ФТА тест у ликвору.[30]
- Доказивање трепонеме палидум у ликвору
- Доказивање трепонеме палидум нервном ткиву микроскопијом,
- Ланчана реакција полимеразе (ПЦР) или тест инфективности на кунићу.

Прегледом ликвора утврђена лимфоцитоза и хиперпротеинорахија је најчешће неспецифични налаз, који треба потврдити позитивним ВДРЛ тестом у ликвору. Налаз олигоклоналних трака у ликвору има сензитивност од око 50% и специфичност од око 90%, тако да није од већег значаја у дијагнози неуролуеса.
У крвној слици присутна је најчешће; леукоцитоза (>10,0 × 109/л), повишена вредност фибриногена и феритина уз снижену вредност гвожђа. Ц реактивни протеин (ЦРП) такође је повишен.
У серуму се испитује присуство антитела на Борелију бургдорфери (лат. Borrelia burgdorfer и вирус хумане имунодефицијенције (ХИВ), који могу, али и не морају бити позитивни.
Компјутеризована томографије ендокранијума
ЦТ најчешће потрђује дијагнозу, јер говори у прилог изражених кортексних церебралних и церебеларних редуктивних промена, уз присутне секвела старих исхемијских лезија.

## Терапија
Код неуросифилиса, услед слабе пенетрације пеницилина Г у централни нервни систем, препорука је да се оболелим особама дају велике интравенске дозе пеницилина у периоду од најмање 10 дана. Ако је особа алергична, може се користити цефтриаксон или да се проба десензитизација на пеницилин. 
Остале врсте касних инфекција могу се лечити интрамускуларном применом пеницилина Г једном недељно у периоду од три недеље. У случају алергије, као и у почетној фази болести, могу се користити доксициклин или тетрациклин, чак и у дужем периоду. 
Лечење у овој фази ограничава даљу прогресију болести, али има само незнатан утицај на оштећења до којих је већ дошло.

У оквиру терапијског разматрања важно је истаћи да болесници у раним фазама прогресивне парализе и других облика неуросифилиса реагују боље на лечење од пацијената у каснијим фазама болести, због чега је правилан дијагностички поступак, уз комбиновану примену свих дијагностичких тестова у серуму и ликвору болесника, од пресудног значаја.